# Dathan
Dathan est un fils d'Éliab et appartient à la famille des Pallouites descendants de Pallou fils de Ruben. Il soutient le lévite Coré dans sa révolte contre Moïse et meurt sans descendance.

## Famille de Dathan
Dathan est un fils d'Éliab et a pour frères Namuel et Abiron.

## Dathan et Moïse
Moïse intervient dans la querelle entre deux Hébreux qui se battent. Pour Rachi, ces deux Hébreux sont Dathan et Abiron.
Moïse tue un Égyptien et le roi d'Égypte l'apprend. Pour Rachi, Dathan et Abiron ont dénoncé Moïse au roi d'Égypte,.
Après sa fuite au pays de Madian, Moïse apprend que ses ennemis sont morts. Pour Rachi, ces ennemis sont Dathan et Abiron qui ayant perdu leur richesse et étant devenus pauvres sont comme morts,.
Lors de l'épisode de la manne Moïse demande de ne pas conserver de la manne pour le lendemain mais est désobéi. Pour Rachi, Dathan et Abiron ont désobéi à Moïse et ont conservé de la manne pour le lendemain,.

## Mort de Dathan
Dathan soutient le lévite Coré dans sa révolte contre Moïse et meurt sans descendance englouti par la terre,,,.

## Peinture
En 1481, le peintre italien Sandro Botticelli exécute une peinture murale qui orne la chapelle Sixtine et intitulé Le Châtiment de Coré, de Dathan et Abiron.

## Cinéma
Dans le film Les Dix Commandements de Cecil B. DeMille, le rôle de Dathan est tenu par Edward G. Robinson.